# Alexandra David-Néel - J'irai au pays des neiges
Pour plus de détails, voir Fiche technique et Distribution.
Alexandra David-Néel - J'irai au pays des neiges est un téléfilm indo-français réalisé par Joël Farges et diffusé en 2012 sur Arte.

## Synopsis
Le téléfilm retrace le parcours d’Alexandra David-Néel accompagnée d’Aphur Yongden, un enfant lama qui deviendra son fils adoptif, durant 13 années de pérégrinations depuis l’Inde jusque dans les contrées de l’Himalaya et les plaines tibétaines, et leur arrivée à Lhassa le 28 février 1924,.

## Fiche technique
- Titre : Alexandra David-Néel - J'irai au pays des neiges
- Réalisation : Joël Farges
- Scénario : Michel Fessler et Joël Farges
- Photographie : Jean-Claude Larrieu
- Durée : 100 minutes
- Genre : Biopic et aventure
- Date de diffusion : 1er juin 2012 sur Arte

## Distribution
- Dominique Blanc : Alexandra David-Néel
- Nicolas Brioudes : Yongden
- Hervé Dubourjal : Mac Donald
- Mu Raa : Swami
- Lobsang Dhondup : Yongden à 12 ans